# Superliga 1988/89
Die Saison 1988/89 war die 15. Spielzeit der Superliga, der höchsten spanischen Eishockeyspielklasse. Meister wurde zum zweiten Mal in der Vereinsgeschichte der CG Puigcerdà.  

## Hauptrunde

### Modus
In der Hauptrunde absolvierte jede der sechs Mannschaften insgesamt 20 Spiele. Der Erstplatzierte der Hauptrunde wurde Meister. Für einen Sieg erhielt jede Mannschaft zwei Punkte, bei einem Unentschieden gab es ein Punkt und bei einer Niederlage null Punkte.

### Tabelle
|    | Klub           | Sp | S  | U | N  | Tore    | Punkte |
| -- | -------------- | -- | -- | - | -- | ------- | ------ |
| 1. | CG Puigcerdà   | 20 | 16 | 1 | 3  | 205:57  | 33     |
| 2. | CH Jaca        | 20 | 15 | 2 | 3  | 173:52  | 32     |
| 3. | CH Txuri Urdin | 20 | 14 | 1 | 5  | 162:81  | 29     |
| 4. | FC Barcelona   | 20 | 6  | 4 | 10 | 118:105 | 16     |
| 5. | CH Gasteiz     | 20 | 3  | 1 | 16 | 62:230  | 7      |
| 6. | CH Boadilla    | 20 | 1  | 1 | 18 | 59:254  | 3      |

Sp = Spiele, S = Siege, U = unentschieden, N = Niederlagen, OTS = Overtime-Siege, OTN = Overtime-Niederlage, SOS = Penalty-Siege, SON = Penalty-Niederlage